# Karol Praženica
Karol Praženica (1970. november 15. –) szlovák válogatott labdarúgó.

## Sikerei, díjai
HNK Hajduk Split
- Horvát labdarúgó-bajnokság: 1994-95

Szlovákia U21
- Toulon-torna döntős: 1990
- U21-es labdarúgó-Európa-bajnokság résztvevő: 1992

## Mérkőzései a szlovák válogatottban
| #  | Dátum               | Ellenfél      | Eredmény | Kiírás              | Esemény |
| -- | ------------------- | ------------- | -------- | ------------------- | ------- |
| 1. | 1995. március 8.    | Oroszország   | 2 – 1    | barátságos mérkőzés |         |
| 2. | 1995. március 29.   | Azerbajdzsán  | 4 – 1    | Eb-selejtező        | 75'     |
| 3. | 1995. május 8.      | Csehország    | 1 – 1    | barátságos mérkőzés |         |
| 4. | 1995. június 7.     | Lengyelország | 0 – 5    | Eb-selejtező        |         |
| 5. | 1995. augusztus 16. | Azerbajdzsán  | 1 – 0    | Eb-selejtező        | 89'     |
| 6. | 1997. március 31.   | Málta         | 2 – 0    | Vb-selejtező        | 82'     |

## Fordítás
- Ez a szócikk részben vagy egészben  a   Karol Praženica című angol Wikipédia-szócikk fordításán alapul.  Az eredeti cikk szerkesztőit annak laptörténete sorolja fel. Ez a jelzés csupán a megfogalmazás eredetét és a szerzői jogokat jelzi, nem szolgál a cikkben szereplő információk forrásmegjelöléseként.